# Gimai Seikatsu
Gimai Seikatsu (яп. 義妹生活 Гимай сэйкацу, букв. «Дни с моей сводной сестрой») — японский мультимедийный проект, созданный писателем Гоустом Микавой. Проект был начат в апреле 2020 года с создания видеоканала на YouTube; первое видео на канале было загружено в мае этого же года. Одноимённое ранобэ, написанное Микавой и проиллюстрированное Хитэном, выпускается под импринтом MF Bunko J издательства Media Factory с января 2021 года. Адаптация ранобэ в формате манги с иллюстрациями Юмики Канадэ публикуется в сервисе цифровой манги Shonen Ace Plus издательства Kadokawa Shoten с июля 2021 года. Studio Deen ранобэ адаптировано в формат аниме-сериала, трансляция которого проходила с июля по сентябрь 2024 года.

## Персонажи
Юта Асамура (яп. 浅村 悠太 Асамура Ю:та) — главный герой истории, сводный брат Саки Аясэ. Учится на втором году старшей школы.
Сэйю: Кохэй Амасаки
Саки Аясэ (яп. 綾瀬 沙季 Аясэ Саки) — главная героиня истории, сводная сестра Юты Асамуры. Как и Юта, учится на втором году старшей школы.
Сэйю: Юки Накасима
Томокадзу Мару (яп. 丸友 和 Мару Томокадзу) — одноклассник Юты и его единственный школьный друг. Отаку и член школьной команды по бейсболу.
Сэйю: Дайки Хамано
Маая Нарасака (яп. 奈良坂 真綾 Нарасака Маая) — одноклассница Саки, жизнерадостная и навязчивая девушка. Маая начала постепенно сближаться с Саки после того, как заметила, что она держится обособленно от других. Позже стала подругой Саки. В школе их часто видят вместе.
Сэйю: Аю Судзуки
Сиори Ёмиури (яп. 読売 栞 Ёмиури Сиори) — студентка университета, подрабатывающая неполный рабочий день в должности старшего сотрудника в том же книжном магазине, где работает Юта.
Сэйю: Минори Судзуки
Тайти Асамура (яп. 浅村 太一 Асамура Тайти) — биологический отец Юты и отчим Саки. После развода с бывшей женой он по разным причинам снова женился на Акико Аясэ. У него хорошие отношения с Ютой и Саки.
Сэйю: Кохэй Амасаки (аудио-комикс); Тикахиро Кобаяси (аниме)
Акико Аясэ (яп. 綾瀬 亜季子 Аясэ Акико) — биологическая мать Саки и мачеха Юты. После развода с бывшим мужем она неутомимо работала и в одиночку воспитывала Саки, пока снова не вышла замуж за Тайти Асамуру.
Сэйю: Эрико Хара (аудио-комикс); Рэйна Уэда (аниме)
Кахо Фудзинами (яп. 藤波 夏帆 Фудзинами Кахо)
Сэйю: Ацуми Танэдзаки (аниме)
Кэйсукэ Синдзё (яп. 新庄 圭介 Синдзё: Кэйсукэ)
Сэйю: Рёхэй Араи (аниме)
Эйха Кудо (яп. 工藤 英葉 Кудо: Эйха)
Сэйю: Миэ Сонодзаки (аниме)

## Медиа

### Канал на YouTube
Во время работы над романами писатель Гоуст Микава узнал о просьбе одного из читателей «больше углубиться в повседневную жизнь персонажей». Микаву заинтересовала данная просьба и он решил написать историю об отношениях сводных брата и сестры.
Видеоканал на YouTube под названием Gimai Seikatsu был создан 2 апреля 2020 года, а первое видео загружено 1 мая 2020 года. Микава является автором оригинальной сюжетной линии Gimai Seikatsu, тогда как над сценарием каждой истории работают несколько авторов. По словам Микавы, стиль изложения авторов отображён в каждом сценарии, поэтому сценарий зачастую принимают таким, какой он есть. По данным на начало декабря 2022 года канал насчитывает более 72 тысячи подписчиков и 5,31 миллиона просмотров.
С сентября 2021 года все видео на канале снабжены субтитрами на английском языке.

### Ранобэ
Gimai Seikatsu, написанное Гоустом Микавой и проиллюстрированное Хитэном, выпускается под импринтом MF Bunko J издательства Media Factory с 25 января 2021 года. По данным на июнь 2025 года было выпущено четырнадцать томов ранобэ.
В апреле 2023 года американское издательство Yen Press объявило о приобретении прав на выпуск ранобэ на английском языке.

#### Список томов
Основная серия
| №  | Дата публикации    | ISBN                   |
| -- | ------------------ | ---------------------- |
| 01 | 25 января 2021 г.  | ISBN 978-4-0406-4726-5 |
| 02 | 25 марта 2021 г.   | ISBN 978-4-0468-0326-9 |
| 03 | 21 июля 2021 г.    | ISBN 978-4-0468-0607-9 |
| 04 | 24 декабря 2021 г. | ISBN 978-4-0468-1001-4 |
| 05 | 25 апреля 2022 г.  | ISBN 978-4-0468-1361-9 |
| 06 | 25 августа 2022 г. | ISBN 978-4-0468-1656-6 |
| 07 | 23 декабря 2022 г. | ISBN 978-4-0468-2033-4 |
| 08 | 25 апреля 2023 г.  | ISBN 978-4-0468-2404-2 |
| 09 | 25 августа 2023 г. | ISBN 978-4-0468-2764-7 |
| 10 | 25 января 2024 г.  | ISBN 978-4-0468-3233-7 |
| 11 | 25 июля 2024 г.    | ISBN 978-4-0468-3793-6 |
| 12 | 25 октября 2024 г. | ISBN 978-4-0468-4229-9 |
| 13 | 25 февраля 2025 г. | ISBN 978-4-0468-4554-2 |
| 14 | 25 июня 2025 г.    | ISBN 978-4-0468-4885-7 |

Gimai Seikatsu: Another Days
| № | Дата публикации    | ISBN                   |
| - | ------------------ | ---------------------- |
| — | 25 февраля 2025 г. | ISBN 978-4-0468-4555-9 |

### Манга
Адаптация ранобэ в формат манги, иллюстратором которой стала Юмика Канадэ, публикуется в сервисе цифровой манги Shonen Ace Plus издательства Kadokawa Shoten с 16 июля 2021 года. По данным на март 2025 года главы манги были скомпонованы в пять томов-танкобонов.
В ноябре 2023 года, во время проведения мероприятия Anime NYC, издательство Yen Press объявило о приобретении прав на публикацию манги на территории Северной Америки.

#### Список томов
| №  | Дата публикации     | ISBN                   |
| -- | ------------------- | ---------------------- |
| 01 | 26 апреля 2022 г.   | ISBN 978-4-0411-2284-6 |
| 02 | 26 декабря 2022 г.  | ISBN 978-4-0411-3171-8 |
| 03 | 26 сентября 2023 г. | ISBN 978-4-0411-3914-1 |
| 04 | 25 июня 2024 г.     | ISBN 978-4-0411-5047-4 |
| 05 | 24 марта 2025 г.    | ISBN 978-4-0411-5957-6 |

### Аниме
Об адаптации ранобэ в формат аниме-сериала было объявлено 24 июля 2022 года на ежегодном мероприятии Natsu no Gakuensai импринта MF Bunko J. Производством аниме-сериала занялась студия Studio Deen, на должность режиссёра был назначен Такэхиро Уэно, сценаристом стал Мицутака Хирота, дизайнером персонажей — Манабу Нии, а композитором — Citoca. Аниме-сериал транслировался с 4 июля по 19 сентября 2024 года на AT-X и других телеканалах. Открывающая музыкальная тема — «Tenshi-tachi no Uta» (яп. 天使たちの歌 Тэнси-тати но ута, «Песня ангелов»), исполненная группой fhána; закрывающая — «Suiso no Blanco» (яп. 水槽のブランコ Суисо: но буранко, «Аквариумная качка»), исполненная дуэтом Kitri.
В июне 2024 года аниме-сериал был лицензирован стриминговым сервисом Crunchyroll.

#### Список серий
| №  | Название                                                                     | Режиссёр                                  | Премьера в Японии   |
| -- | ---------------------------------------------------------------------------- | ----------------------------------------- | ------------------- |
| 01 | Посторонние и приветствия «Танин то тадаима» (他人とただいま)                | Дайэй Андо, Мидзуки Кобаяси, Наоки Мурата | 4 июля 2024 г.      |
| 02 | Договор и омлет «Торихики то мэдама яки» (取引と目玉焼き)                    | Сюн Накадзима                             | 11 июля 2024 г.     |
| 03 | Рефлекс и исправление «Ханся то сю:сэй» (反射と修正)                         | Сёта Уэно, Таро Кубо, Наоки Мурата        | 18 июля 2024 г.     |
| 04 | Тенденции и стратегии «Кэйко: то тайсаку» (傾向と対策)                       | Дайэй Андо, Сюн Накадзима, Наоки Мурата   | 25 июля 2024 г.     |
| 05 | Ночной показ и серьёзное дело «Рэйтосё: то наяцу» (レイトショーとガチなやつ) | Мидзуки Кобаяси                           | 1 августа 2024 г.   |
| 06 | Кисло-сладкая свинина и дождь «Субута то амэ» (酢豚と雨)                     | Синтаро Ито                               | 8 августа 2024 г.   |
| 07 | Чувства и летние каникулы «Кандзё: то нацуясуми» (感情と夏休み)              | Сёта Уэно, Таро Кубо                      | 15 августа 2024 г.  |
| 08 | Ответ и горячее молоко «Хэндзи то хотто мируку» (返事とホットミルク)         | Хамана Такаюки                            | 22 августа 2024 г.  |
| 09 | Сводная сестра и дневник «Гимай то никки» (義妹と日記)                       | Сёта Уэно, Мидзуки Кобаяси                | 29 августа 2024 г.  |
| 10 | Узы и сожаления «Эн то мирэн» (縁と未練)                                     | Сюн Накадзима                             | 5 сентября 2024 г.  |
| 11 | Брат и сестра «Нии то имо:то» (兄と妹)                                       | Синтаро Ито, Дайэй Андо                   | 12 сентября 2024 г. |
| 12 | ___ и ___ «___ то ___» ( と )                                                | Сёта Уэно, Мидзуки Кобаяси, Синтаро Ито   | 19 сентября 2024 г. |

## Приём

### Продажи
На февраль 2022 года общий тираж ранобэ достиг 200 тысяч проданных копий. По данным на июнь 2022 года общий тираж ранобэ составил 300 тысяч проданных копий.

### Kono Light Novel ga Sugoi!
Ранобэ несколько раз включалось в рейтинги ежегодного справочника Kono Light Novel ga Sugoi! издательства Takarajimasha.
| Год  | Позиция    | Категория                             | Прим.  |
| ---- | ---------- | ------------------------------------- | ------ |
| 2022 | 3-е место  | Лучшая новая работа                   | [ 39 ] |
| 2022 | 7-е место  | Лучшее ранобэ в формате бункобона     | [ 40 ] |
| 2022 | 7-е место  | Лучший женский персонаж (Саки Аясэ)   | [ 40 ] |
| 2022 | 5-е место  | Лучший иллюстратор (Хитэн)            | [ 40 ] |
| 2023 | 9-е место  | Лучшее ранобэ в формате бункобона     | [ 41 ] |
| 2023 | 9-е место  | Лучший женский персонаж (Саки Аясэ)   | [ 42 ] |
| 2023 | 10-е место | Лучший мужской персонаж (Юта Асамура) | [ 42 ] |
| 2023 | 4-е место  | Лучший иллюстратор (Хитэн)            | [ 42 ] |
| 2024 | 19-е место | Лучшее ранобэ в формате бункобона     | [ 43 ] |
| 2024 | 7-е место  | Лучший иллюстратор (Хитэн)            | [ 44 ] |
| 2025 | 8-е место  | Лучшее ранобэ в формате бункобона     | [ 45 ] |
| 2025 | 10-е место | Лучший женский персонаж (Саки Аясэ)   | [ 46 ] |
| 2025 | 6-е место  | Лучший мужской персонаж (Юта Асамура) | [ 46 ] |
| 2025 | 4-е место  | Лучший иллюстратор (Хитэн)            | [ 46 ] |

### Награды и номинации
| Год  | Награда                | Результат | Категория           | Прим.  |
| ---- | ---------------------- | --------- | ------------------- | ------ |
| 2022 | Next Light Novel Award | 2-е место | Лучшая новая работа | [ 47 ] |
| 2022 | Next Light Novel Award | 8-е место | Общая категория     | [ 47 ] |